# Marcel Uderzo
Marcel Uderzo (Clichy-sous-Bois, 20 dicembre 1933 – Évreux, 24 gennaio 2021) è stato un fumettista e illustratore francese.

## Biografia
Collaborò con Albert Uderzo, suo fratello, ai primi albi su Asterix fino ad Asterix e i Belgi (1979); i due in seguito litigarono e i loro rapporti non furono più come prima. Marcel nel 1980 creò un proprio progetto personale, Les Mémoires de Mathias, dopodiché si orientò verso l'one-shot. Realizzò anche illustrazioni per copertine di libri e campagne pubblicitarie.
Marcel Uderzo morì nel 2021, per complicazioni da Covid-19.